# Blechnum brevifolium
Blechnum brevifolium là một loài dương xỉ trong họ Blechnaceae. Loài này được G. Kunkel mô tả khoa học đầu tiên năm 1959.
Danh pháp khoa học của loài này chưa được làm sáng tỏ. 